# Savanette (kommun)
Savanette är en kommun i Haiti.   Den ligger i departementet Centre, i den östra delen av landet, 50 km öster om huvudstaden Port-au-Prince.